# Деркачи (Сумская область)
Деркачи (укр. Деркачі) — село,
Голубовский сельский совет,
Лебединский район,
Сумская область,
Украина.
Код КОАТУУ — 5922983003. Население по переписи 2001 года составляло 14 человек .

## Географическое положение
Село Деркачи находится на расстоянии до 1,5 км от сёл Голубовка, Коломийцы и Серобабино.